# Haemaphysalis zumpti
Haemaphysalis zumpti är en fästingart som beskrevs av Harry Hoogstraal och El Kammah 1974. Haemaphysalis zumpti ingår i släktet Haemaphysalis och familjen hårda fästingar. Inga underarter finns listade i Catalogue of Life.